# Държавно устройство на Унгария

## Законодателна власт
Еднокамарен парламент, 199 депутати. Избори на всеки 4 години.

### Резултатите от парламентарните избори 2010 г.
| Партия                                      | Идеология                             | Процент | Мандата |
| ------------------------------------------- | ------------------------------------- | ------- | ------- |
| ФИДЕС Унгарски граждански съюз              | десен център                          | 52,73 % | 227     |
| Християндемократическа народна партия       | десен център                          | 52,73 % | 36      |
| Унгарска социалистическа партия             | ляв център, социаллиберална           | 19,31 % | 59      |
| Движение за по-добра Унгария                | крайнодясна                           | 16,67 % | 47      |
| Партия „Може да има друга политика“         | лява, зелена                          | 7,48 %  | 16      |
| Унгарски демократичен форум                 | десен център, либерално-консервативна | 2,66 %  | 0       |
| Унгарска комунистическа работническа партия | крайнолява                            | 0,11 %  | 0       |
| Партия на унгарска истина и живот           | крайнодясна                           | 0,03 %  | 0       |
| независими                                  | крайнодясна                           | %       | 1       |

### Резултатите от парламентарните избори 2006 г.
| Партия                                                                    | Идеология    | Процент | Мандата |
| ------------------------------------------------------------------------- | ------------ | ------- | ------- |
| Унгарска социалистическа партия                                           | лява         | 43,21 % | 190     |
| ФИДЕС Унгарски граждански съюз                                            | десен център | 42,03 % | 141     |
| Християндемократическа народна партия                                     | десен център | 42,03 % | 23      |
| Съюз на свободните демократи                                              | либерална    | 6,50 %  | 20      |
| Унгарски демократичен форум                                               | десен център | 5,04 %  | 11      |
| Коалиция Партия на унгарска истина и живот и Движение за по-добра Унгария | крайнодясна  | 2,20 %  | 0       |
| Унгарска комунистическа работническа партия                               | крайнолява   | 0,41 %  | 0       |
| Партия Център                                                             | либерална    | 0,32 %  | 0       |
| Асоциация за Шомод                                                        | лява         | 0,17 %  | 1       |

### Предишни избирателни системи
Съвременен парламент от тип всеобщо народно представителство в Унгария има от 1848 г. Преди 1848 г. е имало Съсловно събрание.
Съсловното събрание се създава още през 12 век, той е представлявал „събрание на цялата нация“, като под нация тогава се е разбирало „всички държавнотворчески съсловия“, тоест благородниците, и други части на народа, имащи право да участват на тези събрания. До 1608 г. на съсловното събрание всеки правоимащ е участвал лично, като участието е било и задължително. По молба на бедните благородници, за които личното участие на тези събрания представлявало непоносима материална тежест, било е въведено правото на участие на събранията чрез делегирани пълномощници. От тази практика през 1608 г. се изгражда едно по-съвременно устройство на Съсловното събрание, като то бива разделено на две камари. В горната камара на Съсловното събрание продължава принципът на личното участие, но в горната камара участват само висшите благородници и висшия клир, и някои други лица, имащи привилегията за участие. За разлика от това, в долната камара заседават делегати, избрани от благородници и други, имащи право на глас. Изборът на делегатите се е извършвал с явно гласуване, и мандатът на делегатите е бил задължителен, тоест не са имали право по време на работата си в долната камара на Съсловното събрание да се отклоняват от препоръките на хората, които са го издигнали. Освен благородници право да участват в събранията за издигане на делегати са имали и някои други привилегировани слоеве на население, като например градските управи на някои градове, някои тела с автономни права, и хората без благородническа титла, имащи висше образование.
През 1848 г. се премахва съсловният принцип, и се въвежда свободният мандат. Вместо делегати, вече има истински депутати. Право на глас получават всички лица от мъжки пол, с навършени 20 години възраст и определен имуществен ценз (в размер на средния доход на един бивш крепостнически парцел). От имуществения ценз са били освободени хората с висше образование. Поради принципа на „придобитото право“, всички благородници, които към 1848 г. вече са били пълнолетни, също са били освободени от имуществения ценз (не и техните наследници). Друго изискване за право на участие на изборите е било познаване на унгарския език. Тази точка е била силно дискриминационна към 55 % от населението на Унгария, които са били от етническа не-унгарска принадлежност. Запазва се и горната камара на парламента, където е продължила практика за лично участие, но тежестта на парламентарната работа е била вече в долната камара. Било е запазено и явното гласуване за избора на депутатите.
По системата, издадена през 1848 г. са проведени избори три пъти: през 1848, 1861 и 1865 г.
През 1874 г. се прави избирателна реформа. Към имуществения ценз се добавя и образователен ценз: най-малко четири завършени класа от основното училище. Премахва се задължението за знание на унгарския език. Явното гласуване е запазено. Отнема се правото на глас на всички с неплатени данъчни задължения. Поради многото цензове само около 6 – 7% от населението на страната има избирателни права.
През 1913 г. явното гласуване е премахнато в столицата и големите градове, в тези местности за първи път се въвежда тайното гласуване.
През 1918 г. се премахва имуществения ценз, и се дава право на глас на всички мъже над 21 години. Също така за първи път жените (навършили 24 години) получават право на глас. Премахва си горната камара на парламента.
През 1922 г. отново се връщат някои ограничения в избирателното право. Имущественият ценз е върнат отново. Вместо 24 години, прагът за право на глас при жените става 30 години. Връща се и явното гласуване в по-малките населени места.
През 1926 г. се връща горната камара на парламента и съществува до 1945 г.
Голяма избирателна реформа се прави през 1938 г. Цензовете се запазват, но откритото гласуване е премахнато, въвежда се на цялата територия на страната тайното гласуване.
След Втората световна война първите парламентарните избори през 1945 г. все още протичат въз основа на демократични принципи, но през 1947 г. вече се въвеждат нови ограничения: избирателните комисии, намиращи се в подчинение на Вътрешното министерство, което е контролирано от комунистическата партия, имат право да лишават „вражеските елементи“ от право на глас. В резултат, няколкостотин хиляди души за обявени за „вражески елементи“.
Крайното премахване на парламентаризма настъпва през 1949 г., когато макар правото на избор не е ограничено, но правото за издигане на кандидатите се дава на една-единствена, подчинена на комунистическата партия, организация: Националния съвет на Отечествения народен фронт.
През 1970 г. правото за издигане на кандидатите вече не е към Отечествения народен фронт, а издигането става на така наречени предварителни изборни събрания. Де факто тези събрания биват организирани отново от Отечествения народен фронт, и на събранията участват подставени лица, като по този начин издигане на неодобрени „неофициални“ кандидати става невъзможно. Положението се променя леко през 1985 г., когато 74 души успяват да станат кандидат-депутати, без да имат официална подкрепа. От тези 74 души, 32 стават депутати в парламента.
Новата избирателна реформа е през 1989 г., когато се въвежда избирателната система, която с известни промени съществува и до днес.
През целия период до 1945 г. изборите протичат в едномандатна, мажоритарна система. Между 1945 и 1966 г. действа пропорционална система, система с избирателни листи. От 1966 г. отново се въвежда мажоритарна система, като през 1985 г. се въвежда към нея и специален пропорционален елемент. Сегашната избирателна система на Унгария е смесена мажоритарно-пропорционална, и е де факто адаптирана с малки промени от германския избирателен закон.

## Изпълнителна власт
Министър-председателят се избира по предложение на президента на републиката от парламента с обикновено мнозинство на всички депутати. Останалите членове на правителството се назначават от президента на републиката по предложение на министър-председателя. В Унгария действа германският модел на така наречено кабинетно правителство: пред парламента е отговорно не правителството, а само министър-председателят, и също така и вот на доверие и недоверие се искат само за министър-председателя. Действа система на конструктивен вот на недоверие: вот на доверие към министър-председателя може да бъде предложен за гласуване само едновременно с предложение за избор на нов министър-председател. Поради това в посткомунистическа Унгария нито веднъж не е имало предложение за вот на недоверие към министър-председателя.
Правителството се състои от министър-председателя и министрите, заместник министър-председатели няма, при необходимост министър-председателят се замества от един от министрите, посочен от него. Понастоящем има 14 министри:
- министър на външни работи
- министър на финанси
- министър на икономиката и транспорта
- министър на правосъдието и силите на реда
- министър на здравеопазването
- министър на културата и образованието
- министър на земеделието е развитието на провинцията
- министър на екологията и водите
- министър на социалните грижи и труда
- министър на самоуправленията и териториалното развитие
- министър на националната отбрана
- министър на службата на министър-председателя
- министър на правителствената координация
- министър на гражданските служби на сигурност

## Държавен глава
Президентът на републиката, който има главно церемониални функции, се избира от парламента за 5 години. С изключение на правото му да се изказва в парламента, правото да предложи референдум и задължението да определи датата на изборите, всичките останали правомощия на президента са обвързани с решение на правителството или парламента.

## Съдебна власт
- Конституционен съд: 11 съдии, избирани от парламента. Председателят на Конституционния съд се избира от самите конституционни съдии.
- Върховен съд: председателят на Върховния съд се избира от парламента.